# Cuboctaèdre

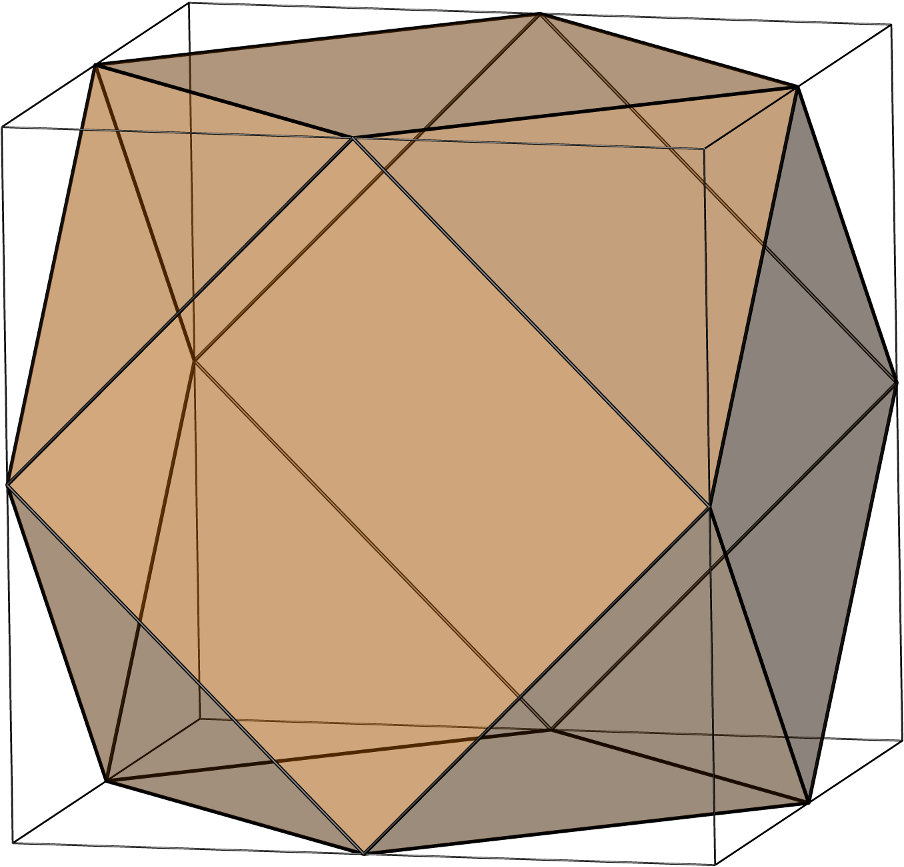
Cuboctaèdre vu comme cube rectifié.

Patron de cuboctaèdre.

Un cuboctaèdre est un polyèdre à 14 faces régulières, dont huit sont des triangles équilatéraux et six sont des carrés. Il comporte :
- 12 sommets identiques, chacun joignant deux triangles et deux carrés opposés deux à deux ;
- 24 arêtes identiques, chacune commune à un triangle et à un carré.

Il s'agit donc d'un polyèdre quasi-régulier, c’est-à-dire un solide d'Archimède (uniformité des sommets) avec en plus, une uniformité des arêtes. On obtient ce polyèdre en tronquant un solide de Platon de douze arêtes (cube ou octaèdre régulier) à chaque sommet, par une section qui passe par les milieux de toutes les arêtes issues du sommet tronqué. Ses vingt-quatre arêtes égales sont les côtés de quatre hexagones réguliers concentriques : quatre sections équatoriales du solide tronqué ou du solide initial (cube ou octaèdre régulier).
Il a été baptisé par Kepler.
Les côtés des quatre hexagones réguliers concentriques sont égaux aux rayons de leurs cercles circonscrits, quatre grands cercles de la sphère circonscrite au cuboctaèdre. La distance d'un sommet au centre du cuboctaèdre est donc égale à la longueur d'un côté.
Son polyèdre dual est le dodécaèdre rhombique.
Ce polyèdre est utilisé par le Rainbow Cube, une variante du Rubik's Cube.

## Autres noms
- Heléfantaèdre (Buckminster Fuller)
  - Fuller appliqua le nom « Dymaxion » et Vector Equilibrium[1] pour cette forme.
- Cube rectifié (en) ou octaèdre rectifié - (Norman Johnson)
  - Et tétraèdre biseauté par une symétrie plus basse.

## Aire et volume
L'aire {\displaystyle A} et le volume {\displaystyle V} d'un cuboctaèdre de côté {\displaystyle a} sont donnés par
{\displaystyle A=(3+{\sqrt {3}})a^{2}}
{\displaystyle V={\frac {5}{6}}a^{3}}

## Relations géométriques
Un cuboctaèdre peut être obtenu en prenant une section plane appropriée d'un polytope en croix à quatre dimensions.
Un cuboctaèdre possède une symétrie octaédrique. Sa première stellation est le composé d'un cube et de son dual, l'octaèdre, avec les sommets du cuboctaèdre localisés au milieu des arêtes de l'autre.
Le cuboctaèdre est un cube rectifié et aussi un octaèdre rectifié.
C'est aussi un tétraèdre biseauté. Avec cette construction, on lui donne le symbole de Wythoff : 3 3 | 2.
Un biseautage de biais d'un tétraèdre produit un solide avec les faces parallèles à celles du cuboctaèdre, c’est-à-dire huit triangles de deux tailles et six rectangles. Alors que ses arêtes sont inégales, ce solide reste à sommets uniformes : le solide possède le groupe symétrique complet et ses sommets sont équivalents avec ce groupe.
Les arêtes d'un cuboctaèdre forment quatre hexagones réguliers. Si le cuboctaèdre est coupé dans le plan d'un de ces hexagones, chaque moitié est une coupole hexagonale (ou coupole triangulaire), un des solides de Johnson ; le cuboctaèdre lui-même peut ainsi être appelé une gyrobicoupole hexagonale (ou gyrobicoupole triangulaire), le plus simple d'une série (autre que le gyrobiprisme triangulaire ou « gyrobicoupole digonale »). Si les moitiés sont replacées ensemble avec une rotation, alors ces triangles rencontrent les triangles et les carrés rencontrent les carrés, le résultat est un autre solide de Johnson, l'orthobicoupole hexagonale.

Les centres des douze voisines d'une sphère centrale dans un réseau cubique à faces centrées sont les sommets d'un cuboctaèdre.

Les deux bicoupoles hexagonales sont importantes dans l'empilement compact. La distance à partir du centre du solide vers ses sommets est égale à sa longueur d'arête. Chaque sphère centrale peut avoir au plus douze voisines, et dans un réseau cubique à faces centrées, celles-ci prennent les positions des sommets d'un cuboctaèdre. Dans un réseau d'empilement compact hexagonal, ils correspondent aux coins des orthobicoupoles hexagonales. Dans les deux cas, la sphère centrale prend la position du centre du solide.
Les cuboctaèdres apparaissent comme des cellules dans trois des nids d’abeille uniformes convexes (en) et dans neuf des polychores uniformes.
Le volume du cuboctaèdre est 5/6 du cube circonscrit et 5/8 de l'octaèdre circonscrit ; c'est 5√2/3 fois le cube de la longueur d'une arête.
C'est le seul[réf. souhaitée] polyèdre semi-régulier dont la distance du centre de gravité aux sommets est égale aux arêtes.

## Coordonnées cartésiennes
Les coordonnées cartésiennes des sommets d'un cuboctaèdre (de longueur d'arête √2) centré à l'origine sont
(±1,±1,0)
(±1,0,±1)
(0,±1,±1)

## Dans la culture
Dans la série Billions, le personnage de Chuck Rhoades (Paul Giamatti) dispose depuis la saison 4 d'un nouveau bureau, lequel est orné d'un cuboctaèdre, fait semble-t-il d'une variété de calcédoine.